# Jon Moscot
Jonathan Solomon Moscot (né le 15 août 1991 à Santa Monica, Californie, États-Unis) est un lanceur droitier des Reds de Cincinnati de la Ligue majeure de baseball.

## Carrière
Joueur des Waves de l'université Pepperdine, Jon Moscot est repêché au 4e tour de sélection par les Reds de Cincinnati en 2012.
Moscot fait ses débuts dans le baseball majeur le 5 juin 2015 comme lanceur partant des Reds de Cincinnati face aux Padres de San Diego.